# Równość (matematyka)
Równość – relacja, która jest relacją równoważności. Jest to zatem relacja zwrotna, przechodnia i symetryczna. Ważną cechą relacji równości {\displaystyle a=b} jest to, że dla dowolnej funkcji {\displaystyle f} zachodzi:
{\displaystyle a=b\implies f(\dots ,a,\dots )=f(\dots ,b,\dots )}
Aksjomatyzacja pojęcia równości generuje bardzo dużo aksjomatów – potrzebne są trzy aksjomaty: zwrotności, przechodniości i symetrii, oraz przede wszystkim aksjomat dla każdej pozycji każdej relacji i funkcji w algebrze. Na przykład jeśli system zawiera {\displaystyle f(a,b)} i {\displaystyle g(a,b,c),} to dodanie do niego równości wymaga dodania następujących aksjomatów:
{\displaystyle a=a}
{\displaystyle a=b\implies b=a}
{\displaystyle a=b\land b=c\implies a=c}
{\displaystyle a=b\implies f(a,x)=f(b,x)}
{\displaystyle a=b\implies f(x,a)=f(x,b)}
{\displaystyle a=b\implies g(a,x,y)=g(b,x,y)}
{\displaystyle a=b\implies g(x,a,y)=g(x,b,y)}
{\displaystyle a=b\implies g(x,y,a)=g(x,y,b).}
Nie jest to efektywne. Dlatego też, mimo że można traktować równość jak normalną relację, zwykle traktuje się ją specjalnie. Przykładowo, systemy automatycznego dowodzenia twierdzeń z równością używają paramodulacji obok (lub zamiast) zwykłej rezolucji.